# Theodore Millon
Theodore Millon (Brooklyn, 1928-Greenville Township, 29 de enero de 2014) fue un psicólogo estadounidense pionero en la investigación sobre la personalidad. Dirigió desde 2001 el Instituto para Estudios Avanzados sobre la Personalidad y la Psicopatología en Florida. Autor de una treintena de libros y de más de 200 artículos. Fue premiado en el año 2003 por la Asociación Americana de Psicólogos por su carrera profesional y la Fundación Americana de Psicología instituyó el Premio Theodore Millon para investigadores de la personalidad.
Millon, que ejerció una relevante influencia en la investigación y en la práctica clínica priorizando el estudio de la personalidad como paso previo al tratamiento de las enfermedades psíquicas, fue el autor de la teoría del aprendizaje biosocial de la personalidad (base de una serie de inventarios clínicos -"Millon Clinical Inventories") Millon fue de los primeros psicólogos en reclamar una psicoterapia personalizada de acuerdo con las exigencias del paciente de forma que esta se ajustase a sus intereses individuales y sociales. Se ha mostrado siempre, además, crítico con el uso indiscriminado de los psicofármacos.

## Biografía
Aunque su vocación inicial era la de ser actor y, en principio, su padre lo llevó a matricularse en economía en la Universidad Metropolitana de Nueva York, se decidió finalmente por la psicología (no sin antes intentar también los estudios de sociología, filosofía y física). 
Tras terminar a los 22 años sus estudios de Psicología clínica, se doctoró por la Universidad de Connecticut en 1954 con una tesis sobre la personalidad autoritaria. 
En 1963, mientras enseñaba psicología clínica en la Universidad de Leigh, pasó una semana voluntariamente como paciente en la clínica psiquiátrica del Hospital Allantown, donde realizaba una labor asistencial. En 1968 fundó junto a Allen J. Frances el Journal of Personality Disorders. Entre 1977 y 2001 ocupó la Cátedra de psicología de la Universidad de Miami, al tiempo que realizaba distintas actividades. 
En los años setenta trabajó en el departamento de psiquiatría del Hospital de Veteranos de Chicago y dirigió el comité encargado de reelaborar el Manual diagnóstico y estadístico de los trastornos mentales (DSM) a partir de su tercera edición. Entre 1982 y 1985 enseñó en la Facultad de medicina de Harvard. También, entre 1988 y 1992, presidió la Sociedad Internacional para el Estudio sobre Trastornos de la Personalidad.

## Teoría del aprendizaje biosocial
Millon desarrolló su teoría sobre los fundamentos establecidos por Gardner Murphy en su obra Personalidad. Murphy relacionaba la predisposición biológica con el entorno, en vez de contemplarlos como elementos opuestos entre sí; consecuentemente, Millon explicó con su teoría el desarrollo de la personalidad como un resultado de la combinación de factores genéticos y de aprendizaje social, con especial insistencia en estos últimos.
Su teoría del aprendizaje biosocial se basó no solo en elementos biológicos (factores hereditarios que intervienen en el desarrollo neurofisiológico) sino también en elementos ambientales que a través del aprendizaje modulan y determinan la personalidad. 
Millon estableció cinco orientaciones existenciales básicas que son las que determinan el tipo de adaptación al medio que va a realizar la personalidad: distanciamiento, dependencia, independencia, contradicción y ambivalencia.

## Obras
En su primer libro, Psicopatología moderna (1969) estableció con claridad su interés por entender las personas que había detrás de las enfermedades psiquiátricas. En Maestros de la mente, realizó un recorrido por la historia de las enfermedades mentales desde la antigüedad hasta la actualidad.